# Hubert von Luschka

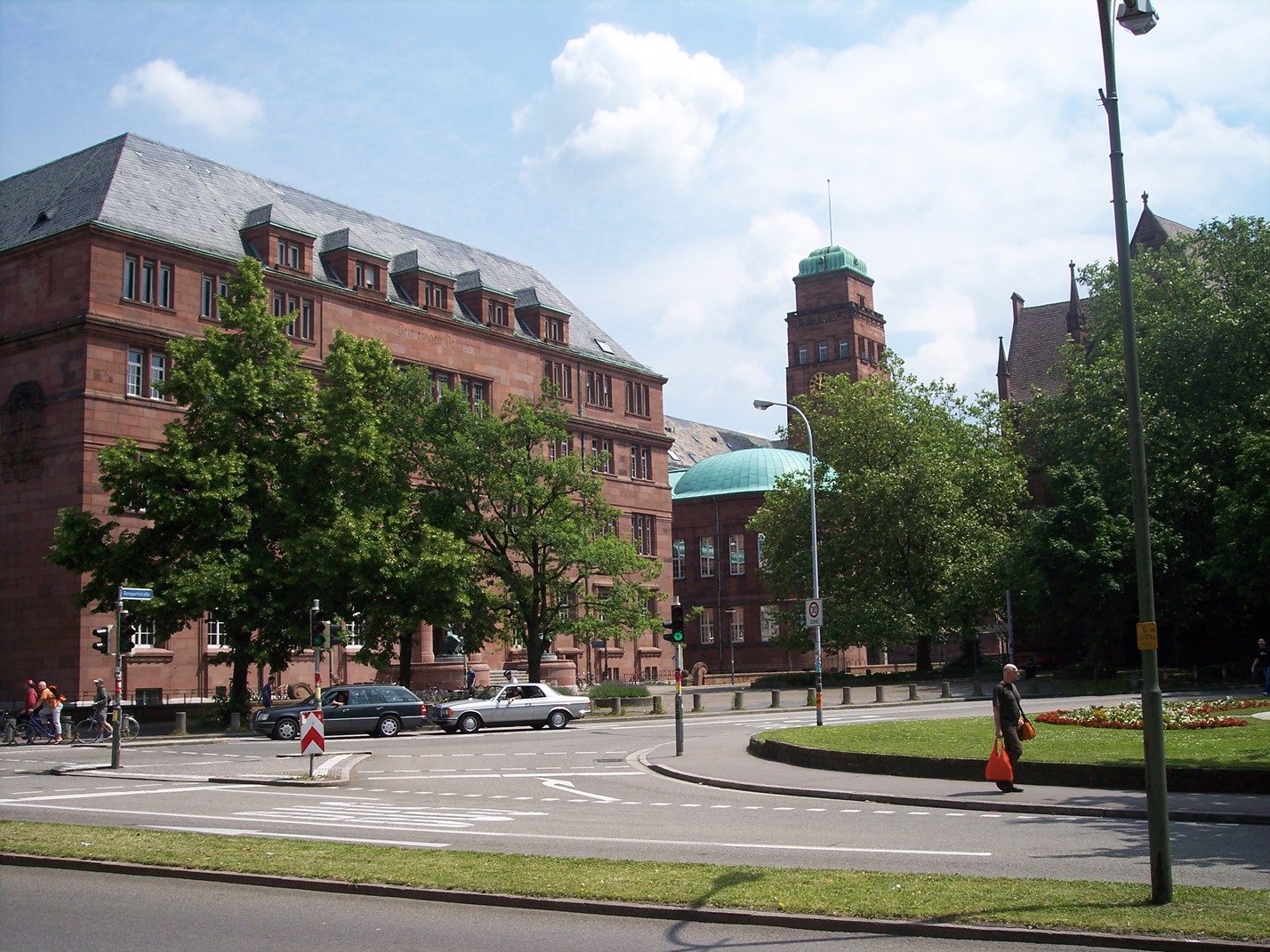
Kollegiengebäude, erguido em 1913, como o prédio principal da universidade.

Hubert von Luschka, nascido Hubert Luschka (27 de Julho de 1820 – 1 de Março de 1875), foi um anatomista alemão. Deu o seu nome a inúmeras estruturas anatómicas humanas, incluindo o orifício de Luschka no encéfalo, as criptas e os ductos de Luschka na vesícula biliar, o nervo esfeno-nasal de Luschka, entre outros.
Começou por estudar medicina, inicialmente Farmacologia, em 1841 na Universidade de Freiburg e na Universidade de Heidelberg. Em 1845 torna-se assistente de Louis Stromeyer em Freiburg, mudando-se em 1849 para a Universidade ode Tübingen, onde se consagra como orador e professor extraordinário até ser nomeado para a cátedra de Anatomia em 1855. É distinguido com um título nobiliárquico acrescentando "von" ao seu nome em 1865.
O seu trabalho debruçou-se particularmente sobre a necessidade a a anatomia, enquanto ciência, se encontrar intimamente ligada na sua vertente prática ao exercício da medicina e da cirurgia. A publicação de Anatomie des Menschen in Rücksicht auf das Bedürfnis der praktischen Heilkunde, em português: Anatomia humana orientada para as necessidades da prática médica; entre 1862 e 1869 vai precisamente no sentido de estabelecer esse elo hoje considerado imprescindível. Hubert von Luschka foi dos primeiros anatomistas a realizar pesquisa detalhada em corpos ditos normais, em oposição a tendência de então de apenas conduzir pesquisa em cadáveres anómalos. Publicou uma série de livros que versam precisamente sobre aspectos muito específicos da disciplina anatómica: nervos, mãos ou vasos vasculares, entre outros.

## Obras
- Die Nerven in der harten Stirnhaut (1850)
- Die Struktur der serösen Häute des Menschen (1851)
- Der nervus phrenicus des Menschen (1853)
- Die Adergeflechte des menschlichen Gehirns (1855)
- Die Brustorgane des Menschen in ihrer Lage (1857)
- Die Halbgelenke des menschlichen Körpers (1858)
- Die Halsrippen und die ossa suprasternalia (1859)
- Der Herzbeutel und die Fascia endothoracica (1859)
- Der Hirnanhang und die Steißdrüse des Menschen (1860)
- Anatomie des Menschen in Rücksicht auf das Bedürfnis der praktischen Heilkunde (1862–69)
- Der Schlundkopf des Menschen (1868)
- Über Maß- und Zahlenverhältnisse des menschlichen Körpers (1871)
- Der Kehlkopf des Menschen (1871)
- Die Lage der Bauchorgane (1873)